# Conselho Nacional da Cultura (Suécia)
O Conselho Nacional da Cultura (em sueco:  Statens kulturråd) é uma agência governamental sueca, subordinada ao Ministério da Cultura.
Foi fundado em 1974, e tem como missão acompanhar a vida cultural sueca e aconselhar, estudar e apoiar nas questões relacionadas com o teatro, a dança, a música, a literatura, as bibliotecas, a arte, os museus, os movimentos culturais populares e a cultura sámi, assim como das outras minorias étnicas da Suécia.
A sede da agência está localizada na cidade de Estocolmo, nos locais da Casa do Filme (Filmhuset).

Conta com cerca de 75 funcionários.

O Conselho Nacional da Cultura tem como missão especial a atribuição do Prémio Memorial Astrid Lindgren.